# Pedro Álvarez Holguín
Pedro Álvarez Holguín o bien por su mote Perálvarez Holguín o simplemente Perálvarez (Cáceres, Extremadura leonesa de la Corona de Castilla, 1490 – Llanos de Chupas cerca de Huamanga del Virreinato del Perú, Imperio español, 16 de septiembre de 1542) era un militar y explorador hispano-extremeño que contribuyó a la colonización de la América española, participando principalmente en las conquistas de los imperios Azteca o de México e Inca o del Perú.

En este último, al quedar dividido el territorio entre las gobernaciones de Nueva Castilla y de Nueva Toledo, tuvo que formar parte de uno y otro bando en las guerras civiles entre conquistadores por razones jurisdiccionales, al pretender sus gobernadores respectivos: el marqués Pizarro y el adelantado Almagro, el dominio del Cuzco.

Al acatar la voluntad real de unificación del territorio sudamericano para la formación del nuevo gran Virreinato del Perú, formó parte del bando de Vaca de Castro que era leal al emperador Carlos V contra el bando almagrista que era rebelde.

## Biografía hasta la batalla de las Salinas

### Origen familiar y primeros años
Pedro Álvarez Holguín "Perálvarez" había nacido en 1490 en la ciudad de Cáceres de la Extremadura leonesa, dentro de la Corona castellana que mediante la unión con la Corona de Aragón conformarían al Reino de España en 1516, con el soberano Carlos I y quien en 1520 fuera nombrado como el emperador Carlos V del Sacro Imperio Romano Germánico.
Su padre era Pedro Álvarez Holguín (n. ca. 1460), un hijo de Alfón Álvarez Holguín y de su esposa Juana Blázquez, y su madre, dotada el 21 de marzo de 1492 para casarse ese año en Cáceres, era Constanza Martínez de Aldana (ca. 1472-Cáceres, ca. 1521), una hija de Lorenzo de Aldana (n. ca. 1442 - castillo de Alange en Badajoz, ca. 1480), I señor de Lagartera, y de su esposa Marta Martínez de Mayoralgo o Martínez de Orellana (n. ca. 1452 - Arroyo del Puerco, 24 de agosto de 1534), cuyos padres eran Diego García de Mayoralgo (n. ca. 1422 - d. 5 de noviembre de 1463), V señor de la Torre de Mayoralgo y regidor de Cáceres, y su esposa Jimena Gómez de Orellana (n. Trujillo, ca. 1432).
Dos de sus tíos maternos eran Francisco de Aldana (f. ca. 1529), II señor de Lagartera que se había casado con María de Ulloa (f. Cáceres, 15 de julio de 1563) y con quien tuvo al mayorazgo sucesor Álvaro de Aldana, III señor de Lagartera, y al futuro conquistador Lorenzo de Aldana, entre otros, y a María de Aldana que se había unido en matrimonio con Rodrigo de Godoy y Martínez de Figueroa para concebir al posterior conquistador y alcalde de Lima, Francisco de Godoy Aldana. Por lo tanto ambos, Lorenzo y Francisco, eran primos hermanos entre sí y a su vez lo eran de "Perálvarez".
Holguín también era pariente cercano de los conquistadores Hernán Cortés, Francisco Pizarro, Francisco de Orellana, Ñuflo de Chaves y el adelantado Juan de Sanabria que estaba casado en segundas nupcias con Mencia Calderón Ocampo "la Adelantada" quien luego de enviudar llevara las primeras mujeres hidalgas al Nuevo Mundo.

### Viaje a Sudamérica y la rebelión inca

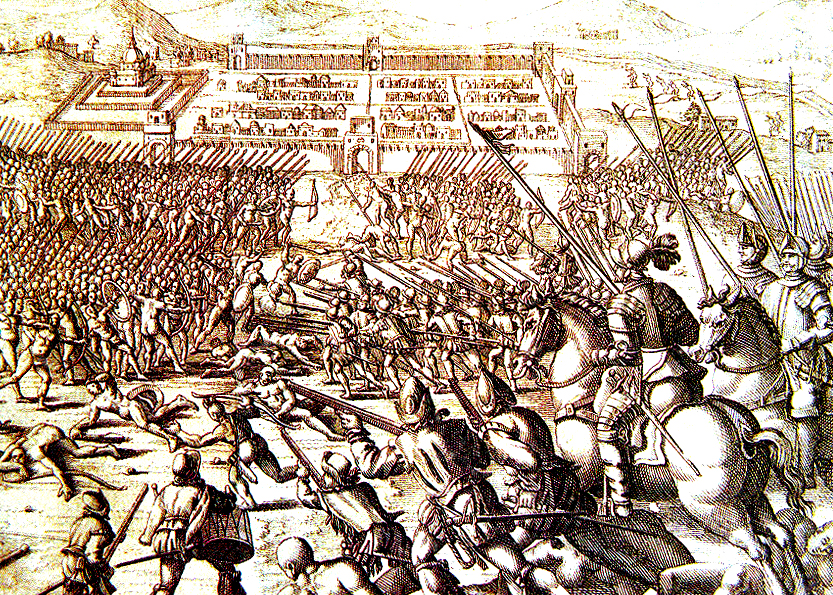
Sitio del Cuzco por parte del inca Manco Cápac II y su gente.

Perálvarez Holguín pasó a la América española en el año 1536, junto al fray Jerónimo Becerra y a Antonio de Carvajal, a través de la ciudad de Panamá, y llegaba al Perú en el momento en que Francisco Pizarro, gobernador de Nueva Castilla, pedía auxilios a las demás regiones centro y sudamericanas para reprimir la gran rebelión que había impulsado el soberano inca vasayo Manco Cápac II.
Al pasar por la ciudad de Trujillo, Holguín cayó enfermo y debió quedarse allí, pero sus compañeros de viajes continuaron para llegar a Lima el 4 de mayo del citado año. Perálvarez recién arribó a la misma ciudad entre los meses de junio o julio.
En el mes de septiembre partió como capitán general con sus hombres hacia el interior del Perú, para apoyar a los españoles que estaban desde el pasado 3 de mayo sitiados en el Cuzco por dicho rebelde incaico y su gente.

### Conflictos entre almagristas y pizarristas por el Cuzco

Gobernaciones de Sudamérica, de las cuales Nueva Castilla (pizarristas) y Nueva Toledo (almagristas) se disputaban la ciudad del Cuzco, originando las guerras civiles entre los conquistadores del Perú.

El territorio peruano, desde los inicios de la conquista, andaba revuelto por las diferencias y enfrentamientos entre Diego de Almagro y Francisco Pizarro, y estas discrepancias presagiaban la guerra entre los partidarios de ambos bandos. A todo esto, algunos soldados y capitanes, aunque tenían sus preferencias, no sabían qué partido tomar ni a qué bando arrimarse. 
Para intentar un acuerdo amistoso, los gobernadores Diego de Almagro y Francisco Pizarro habían celebrado una reunión, pero ninguno de los dos quedó satisfecho de lo pactado, y como ambos no fueron sinceros, empeoró la situación desembocando en un inevitable enfrentamiento.
El capitán Pedro Álvarez Holguín apareció como un destacado militar en la escena conquistadora, y cuando a las órdenes de su pariente el marqués Francisco Pizarro y del general Alonso de Alvarado marcharon hacia el Cuzco, se detuvieron en Abancay en donde las fuerzas del adelantado Diego de Almagro, gobernador de Nueva Toledo —que habían llegado hacía poco tiempo de una expedición a Chile— ya se habían apoderado de aquella ciudad. 
En esta ocasión, el 13 de julio de 1537, un pelotón de Almagro apresaba a Alonso de Alvarado, a Gonzalo Pizarro, a Holguín y a todos sus hombres, y los llevaban detenidos a dicha urbe tomada.

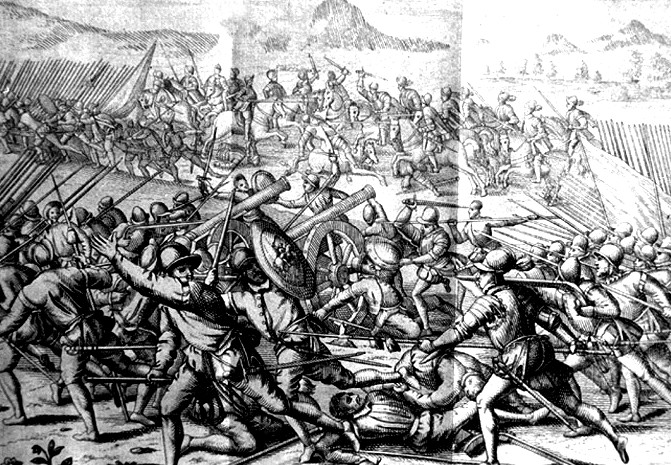
La batalla de las Salinas, entre almagristas y pizarristas

Aunque Pedro Álvarez Holguín estaba al servicio de Francisco Pizarro, en realidad había jurado fidelidad a la causa de Almagro. De todas formas, los pizarristas fueron liberados por Lorenzo de Aldana, quien entonces también pertenecía al bando de los almagristas y era primo de Perálvarez.
Pero Aldana avergonzado por faltar a su palabra se escondió en el monte y regresó nuevamente al Cuzco y finalmente se reintegró en el ejército almagrista.
En la batalla de las Salinas, celebrada el 6 de abril de 1538, y en el puesto asignado, Holguín combatió con el ejército almagrista. En esta batalla fue vencido Almagro y lo encerraron en la prisión del Cuzco, y tres meses después era ejecutado por orden del gobernador Francisco Pizarro.

## Teniente de gobernador general del Cuzco

### Campañas conquistadoras en el Alto Perú
El hecho de que Álvarez Holguín militara temporalmente en el bando almagrista no fue impedimento para que el marqués Francisco Pizarro, por medio de escritura otorgada en Lima ante Pedro de Salinas, lo titulara el 24 de marzo de 1541 como su teniente de gobernador y capitán general del Cuzco —además de ser su lugarteniente general en la gobernación— en reemplazo de su predecesor Gabriel de Rojas, y al poco tiempo le encomendara la conquista del «país de los chunchos», en la región selvática al este de la ciudad, ubicado ya en lo que sería la provincia de Charcas.
Esta deferencia que tuvo Pizarro con Holguín sirvió para que este reconsiderara su posición y abrazara la causa pizarrista. Su decisión se tornó definitiva al enterarse de que los partidarios almagristas asesinaran a Francisco Pizarro, y más todavía cuando el hijo de Almagro autoritariamente se proclamara gobernador del Perú el 26 de junio del mismo año. Álvarez Holguín, desempeñando la misión de los «chunchos» que le encargara Pizarro, no aceptó dicha arbitrariedad y juró vengar la muerte del caudillo pizarrista.

### Su apoyo al juez pesquisidor Vaca de Castro
Ya desde Cuzco, Gómez de Tordoya y otros capitanes le había enviado aviso a Holguín para que dejara su cometido conquistador en las tierras altoperuanas y volviera para que provisionalmente se hiciera cargo, como capitán general de las tropas leales a la Corona española, que había emitido la real provisión el pasado 9 de setiembre de 1540 por la cual envió al licenciado Cristóbal Vaca de Castro como juez pesquisidor para que visitara las fortalezas de las islas de La Española y de San Juan, y reformara la Real Audiencia de Panamá, asumiendo si fuera necesario su presidencia.
También fue con la finalidad de investigar las causas de la guerra civil entre conquistadores, como la contienda entre Sebastián de Benalcázar y Pascual de Andagoya en la Capitanía General del Nuevo Reino de Granada, y la de los gobernadores peruanos de Nueva Castilla y Nueva Toledo que habían organizado sus respectivos bandos pizarristas y almagristas. El pesquisidor Vaca de Castro venía con facultades para reemplazar al asesinado marqués-gobernador Francisco Pizarro.
Dicho licenciado entró en el Perú en el mes de junio de 1541 por el lado de la ciudad de Quito del teniente de gobernador Gonzalo Pizarro, pero fue recibido por su lugarteniente Pedro de Puelles, ya que aquel todavía no había regresado de la búsqueda del «País de la Canela». Al llegar a la ciudad de Trujillo se le unieron las fuerzas de Alvarado y de Perálvarez de Holguín.

### Gestión como teniente general en Huamanga
El 22 de agosto del mismo año el Cabildo de Huamanga escribió una carta a las autoridades del Cuzco para que acataran la autoridad del gobernador de facto Diego de Almagro el Mozo, para evitar más muertes y desasosiegos.
De esta manera, Perálvarez ingresó posteriormente en Huamanga el 8 de noviembre del citado año como teniente de gobernador y capitán general del Cuzco en nombre del licenciado Vaca de Castro para intervenir y presidir el cabildo. El 10 del corriente sancionó el nombramiento de nuevas autoridades locales.
Finalmente el capitán Pedro Álvarez Holguín fue remplazado en el cargo de teniente de gobernador del Cuzco por Antonio de la Gama el 24 de diciembre de 1541.

El nuevo gran Virreinato del Perú en 1542 que comprendía casi toda Sudamérica y la actual Panamá, hasta la creación definitiva del Virreinato de Nueva Granada en 1739.

## Intervención real y creación del virreinato peruano
El 7 de agosto de 1542 llegó a Lima el licenciado Vaca de Castro que venía a poner remedio a las revueltas del territorio, además de hacerse cargo del gobierno interino del nuevo Virreinato del Perú, dado el caso por el fallecimiento de Pizarro, unificando así las gobernaciones en disputa. El enviado real escribió a Holguín y a otros militares para que abrazaran la causa real y contribuyeran a sofocar la anarquía. 
Pero Holguín estuvo confundido al principio, ya que se tomó en serio lo de su nombramiento como capitán general, y después de que considerara desconocer la autoridad de Vaca de Castro, de indisponerse con Alonso de Alvarado, Gómez de Tordoya y su primo Lorenzo de Aldana, al fin se convenció de que Vaca de Castro no estaba usurpando el poder sino que se le había dado por disposición real en forma provisional y circunstancialmente.
Como hombre prudente, reconsideró su autoritaria determinación decidiendo presentarse ante Vaca de Castro, el 8 de junio de 1542, en su cuartel localizado en la ciudad de Yungay, donde le entregó el ejército que había reunido, se puso a sus órdenes y este perdonó sus desavenencias, nombrándolo maestre de campo general.

### Bando regio en la batalla de Chupas

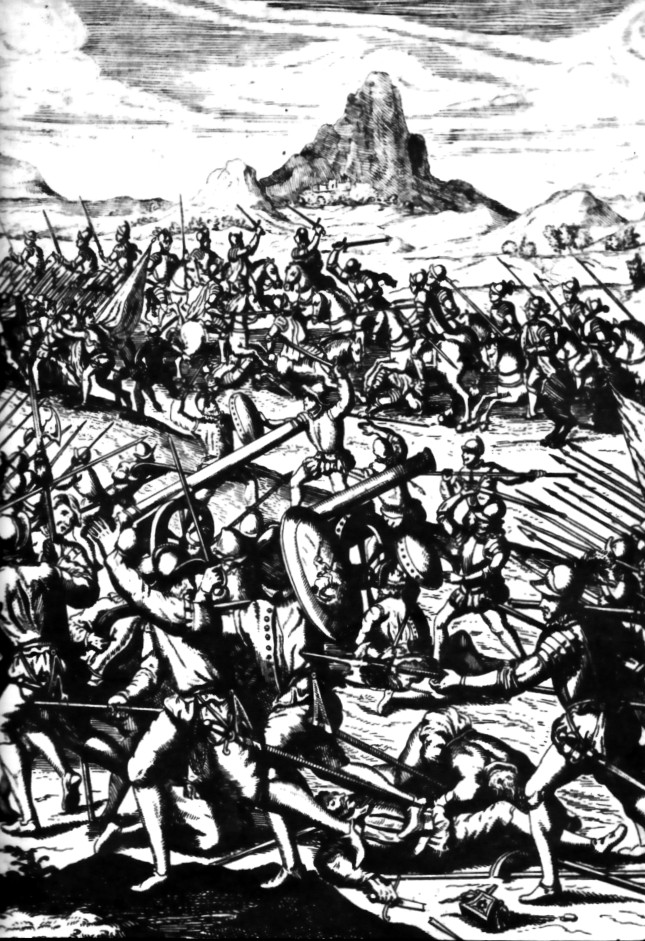
La batalla de Chupas entre los obedientes a la Corona española y los rebeldes almagristas

La muerte de Diego de Almagro y posteriormente la de Francisco Pizarro habían agravado los enfrentamientos hegemónicos que se presentaron al principio y, como ambos bandos pugnaban por hacerse con el control del territorio, la Corona tuvo que tomar cartas en el asunto.
Esta envió un emisario real para que averiguara los pormenores e intentara solucionar pacíficamente el clima de enfrentamientos que se había suscitado. Mientras los partidarios de Pizarro se plegaron a la obediencia real, los de Almagro el Mozo optaron por declararse en rebeldía e imponer sus fueros por la fuerza.
No teniendo otra opción, el licenciado Vaca de Castro, ayudado por los partidarios del ejecutado marqués Pizarro, presentaba batalla a los almagristas, y el 16 de septiembre de 1542 en una altiplanicie, cerca de Huamanga, se libró la batalla de Chupas.
El joven Diego de Almagro, al verse perdido, abandonó el campo de batalla con la intención de buscar refugio entre los aborígenes rebeldes de Vilcabamba, pero fue capturado y ejecutado en el Cuzco.

### Fallecimiento en combate

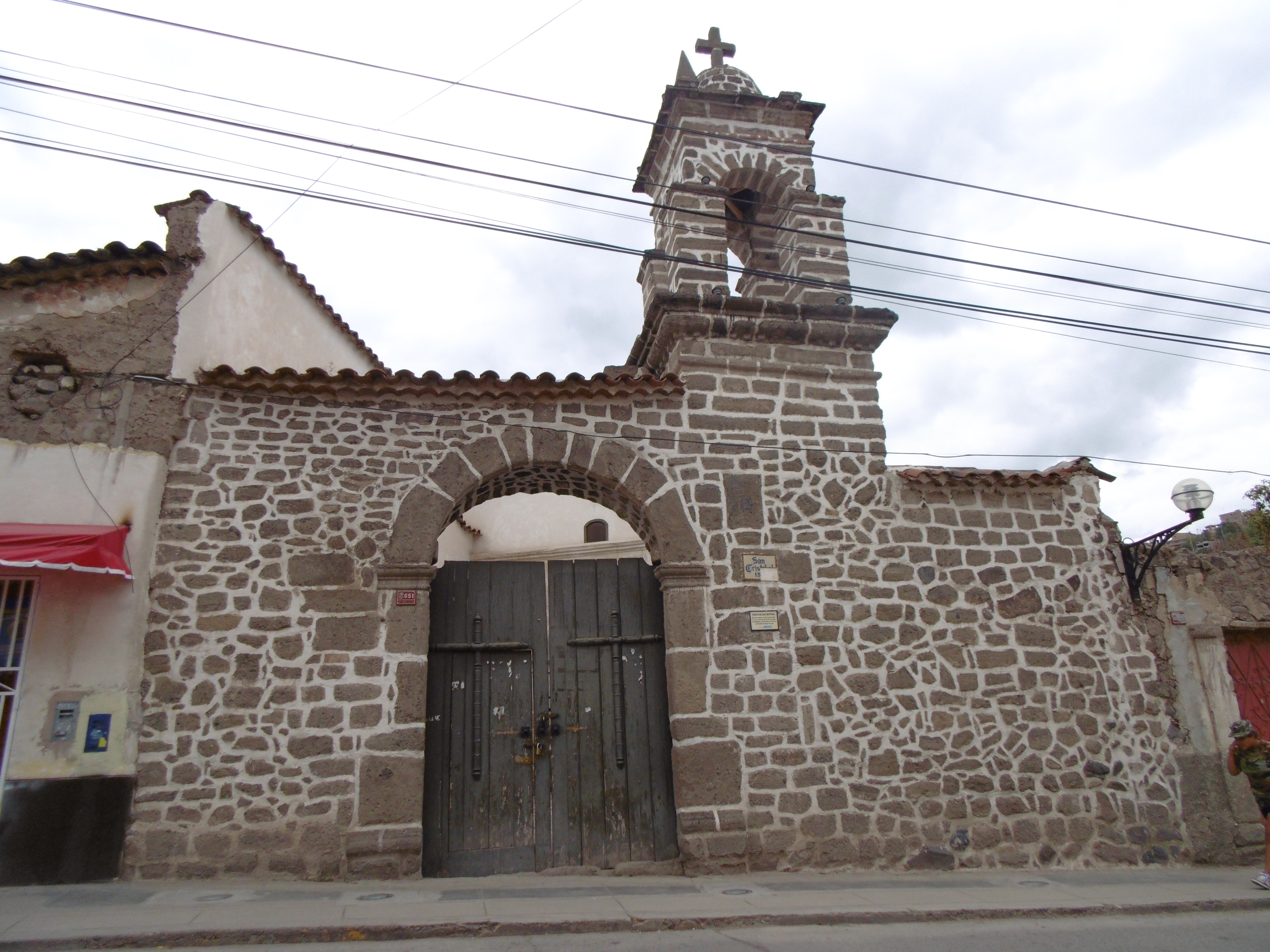
Iglesia de San Cristóbal de Ayacucho.

El capitán Pedro Álvarez Holguín falleció heroicamente en la citada batalla acontecida en los llanos de Chupas que está cercano a la entonces ciudad de Huamanga, actual Ayacucho, el 16 de septiembre de 1542, y sería enterrado con todos los honores en la iglesia de San Cristóbal.

## Concubinato y descendencia
Si bien el capitán Perálvarez de Holguín nunca se casó, se había amancebado hacia 1537 en el Cuzco de la entonces gobernación de Nueva Toledo —que desde 1542 pasó a formar parte del nuevo gran Virreinato del Perú— con la no muy bien documentada ñusta o princesa incaica Beatriz Túpac Yupanqui o bien Huallpa Túpec (n. ca. 1521), una supuesta hija del efímero primer soberano inca Túpac Hualpa (n. ca. 1500) que estuvo bajo el dominio del Imperio español, además de prima de la mestiza Francisca Pizarro Yupanqui, sobrina de Inés Huaylas Yupanqui y de los sucesivos IV y V emperadores incas Huáscar y Atahualpa, nieta del III emperador Huayna Cápac y por lo tanto, una bisnieta del II emperador Túpac Yupanqui.
De la unión entre el capitán Pedro Álvarez Holguín y la princesa inca Beatriz Túpac Yupanqui hubo, por lo menos, tres hijos ilegítimos: 
- Fernando Álvarez Holguín[22][23] (n. Arequipa,[22] ca. 1538 - f. 1576)[23] que al fallecer su padre en 1542 quedó bajo la tutela de su tío Lorenzo de Aldana,[22] al igual que sus hermanas menores,[22] y posteriormente viajó a España[22] en donde se casó[22] para regresar al Perú el 14 de marzo de 1562[22] con su esposa Leonor de Carranza,[22] una hija de Sancho Sánchez de Carranza[22] y de Francisca de Rojas.[22]
- Constanza de Orellana Holguín[19][24] (Lima, ca. 1539 - f. Quebrada de Humahuaca, después de 1570) que se casó hacia 1556 en la ciudad de Cuzco con el capitán Martín de Almendras y Ulloa[19] (Plasencia[19] de la Extremadura castellana, ca. 1520 - zona norte de la Quebrada de Humahuaca, septiembre de 1565), alcalde de la ciudad de La Plata de la Nueva Toledo en 1561[19] y encomendero de Aiquile[25] y Tarabuco, y con quien concibió por lo menos cinco[24] hijos, siendo el primogénito Martín de Almendras Holguín[24] que fue el sucesor de la mitad de la encomienda paterna,[24] el segundogénito era Diego de Almendras Holguín[24] que fue también el sucesor de la otra mitad de la encomienda paterna por dos vidas,[24] la tercera hija era Juana Holguín de Ulloa[24][26][27] que se enlazaría el 7 de mayo de 1590[28] en la ya citada La Plata con el muy joven fidalgo luso-brasileño Juan de Melo Coutiño,[26][27] para radicarse ambos en el año 1592 en la ciudad de Buenos Aires,[26] siendo un hijo de Vasco V Fernandes Coutinho[26] y nieto de Vasco IV Fernandes Coutinho,[26] ambos sucesivos capitanes donatarios del Espíritu Santo en el Brasil,[26] además de bisnieto de Blanca Coutinho[26] y su esposo Jorge de Melo "el Larguirucho",[26] y tataranieto del alcaide mayor Vasco III Fernandes Coutinho[26] (n. ca. 1437), IV señor de Celorico de Basto,[26] de Montelongo, de Terra da Maia y de Penaguião y por lo tanto, un descendiente[26] del conde Enrique de la Casa de Manuel de Villena.[26] Y a quienes les seguían las hijas menores, Ana de Almendras[24][29] y María Holguín de Orellana.[24][29]
- María Holguín de Aldana[19][30] (n. «San Juan de la Frontera de Huamanga», 1542) que se unió en matrimonio hacia 1570 con el capitán Martín Monje[30][31] (Palos de la Frontera[30] de Huelva, Andalucía, ca. 1530 - Quebrada de Humahuaca, ¿?), primer encomendero de Casabindo, siendo hijo de Pedro Monje[30][31] (n. Portugalete,[31] señorío de Vizcaya[31] de la Corona Castellana, 1508) y de su esposa Ana Hernández[30] (n. Palos de la Frontera, ca. 1510),[30] que había pasado a Sudamérica con Diego de Almagro en 1526[31] y lo acompañó en la expedición a Chile en 1536.[31]

## Homenajes
En la galería de doble del museo histórico Mariscal Andrés A. Cáceres de Ayacucho se exhibe una de las mejores esculturas de piedra del virreinato peruano, llamada por la tradición popular como «Cheqo Pacheco», que data del siglo XVI y se supone que representa al conquistador Pedro Álvarez Holguín.